# 데빌 서바이버 2
《데빌 서바이버 2》(일본어: デビルサバイバー2)는 여신전생시리즈의 외전이자 데빌 서바이버 시리즈의 첫 작품이다. 아틀러스가 제작했으며 닌텐도 DS 플랫폼용으로 2011년 7월 28일 발매되었다. 2015년 1월 29일, 닌텐도 3DS에 데빌 서바이버 2 브레이크 레코드이라는 이름으로 이식되었다. 한국에는 브레이크 레코드만이 발매되었다.

## 개요
데빌 서바이버 2는 악마가 출현해 멸망해가는 세계에서 살아남는 7일간을 묘사하는 RPG 게임이다.

## 시스템
전작과 달라진 부분은 거의 없다. 이 문단에서는 이번 작의 추가요소만을 서술한다.
전투 밸런스 조정
연타 마법 공격의 연타수 제한이나 여러 물리 계열 스킬 상향 등으로 밸런스를 조정했다. 또한, 스킬 크랙 시스템이 캐릭터의 수준 이상 능력치를 1개만 요구하도록 바뀌었다.
종족특유스킬
악마의 레벨을 올리면 종족특유스킬이 강화된다.
데빌 옥션
특수한 상황에서 여러 이점이 있는 '스폐셜 옥션'이 해금되는 경우가 있다.
엑스트라 턴
일부 종족특유스킬에 따라서, 엑스트라 턴에서 한 번 더 엑스트라 턴을 발동시켜 '더블 엑스트라'를 얻을 수 있다.

## 등장 인물

### 파티 리더 캐릭터
주인공 (기본이름없음/ 만화판-카게야마 히로(景山 紘)/ 애니판-쿠제 히비키(久世 響希) / 파친코판-세가와 슈타로(瀬川 脩太郎))
성우-카미야 히로시
시지마 다이치(志島 大地)
성우-오카모토 노부히코
닛타 이오(新田 維緒)
성우-우치다 아야
아키에 유즈루(秋江 譲) / 죠(ジョー)
성우-마도노 미츠아키
호츠인 야마토(峰津院 大和)
성우-스와베 쥰이치
사코 마코토(迫真 琴)
성우-사와시로 미유키
칸노 후미(菅野 史)
성우-야마구치 리카코
야나기야 오토메(柳谷 乙女)
성우-이구치 유카
와쿠이 케이타(和久井 啓太)
성우-사이토 후코
토리이 쥰고(鳥居 純吾)
성우-나미카와 다이스케
쿠죠 히나코(九条緋那子)
성우-코시미즈 아미
반 아이리(伴 亜衣梨)
성우-아스미 카나
쿠리키 로나우도(栗木 ロナウド)
성우-코야마 리키야
근심하는 자(憂う者)
성우-사쿠라이 타카히로

## 평가
| 평가 |                          |
| --- | ------------------------ |
| 통합 점수 통합사 점수 메타크리틱 79/100 (DS) [ 1 ] 84/100 (3DS) [ 2 ] 평론 점수 평론사 점수 1UP.com A− [ 3 ] 디스트럭토이드 8.5/10 [ 4 ] 게임스팟 8.5/10 [ 5 ] RPGamer 3.5/5 [ 6 ] RPGFan 89% [ 7 ] Gaming Age B [ 8 ] Cheat Code Central 3.9/5 [ 9 ] |                          |
| 통합 점수 |                          |
| 통합사 | 점수                     |
| 메타크리틱 | 79/100 (DS) 84/100 (3DS) |
| 평론 점수 |                          |
| 평론사 | 점수                     |
| 1UP.com | A−                       |
| 디스트럭토이드 | 8.5/10                   |
| 게임스팟 | 8.5/10                   |
| RPGamer | 3.5/5                    |
| RPGFan | 89%                      |
| Gaming Age | B                        |
| Cheat Code Central | 3.9/5                    |